# 佩斯凯
佩斯凯（義大利語：Pesche），是意大利伊塞尔尼亚省的一个市镇。总面积12平方公里，人口1578人，人口密度131.5人/平方公里（2009年）。ISTAT代码为094031。